# Athetis perplexa
Athetis perplexa är en fjärilsart som beskrevs av Antonius Johannes Theodorus Janse 1940. Athetis perplexa ingår i släktet Athetis och familjen nattflyn. Inga underarter finns listade i Catalogue of Life.